# دری (نیومکزیکو)
دری (به انگلیسی: Derry) یک منطقهٔ مسکونی در ایالات متحده آمریکا است که در نیومکزیکو واقع شده‌است. دری ۱٬۲۵۴٫۸۸ متر بالاتر از سطح دریا قرار دارد.